# Caire d'atac

Caire d'atac marcat en vermell en un diagrama del perfil alar.

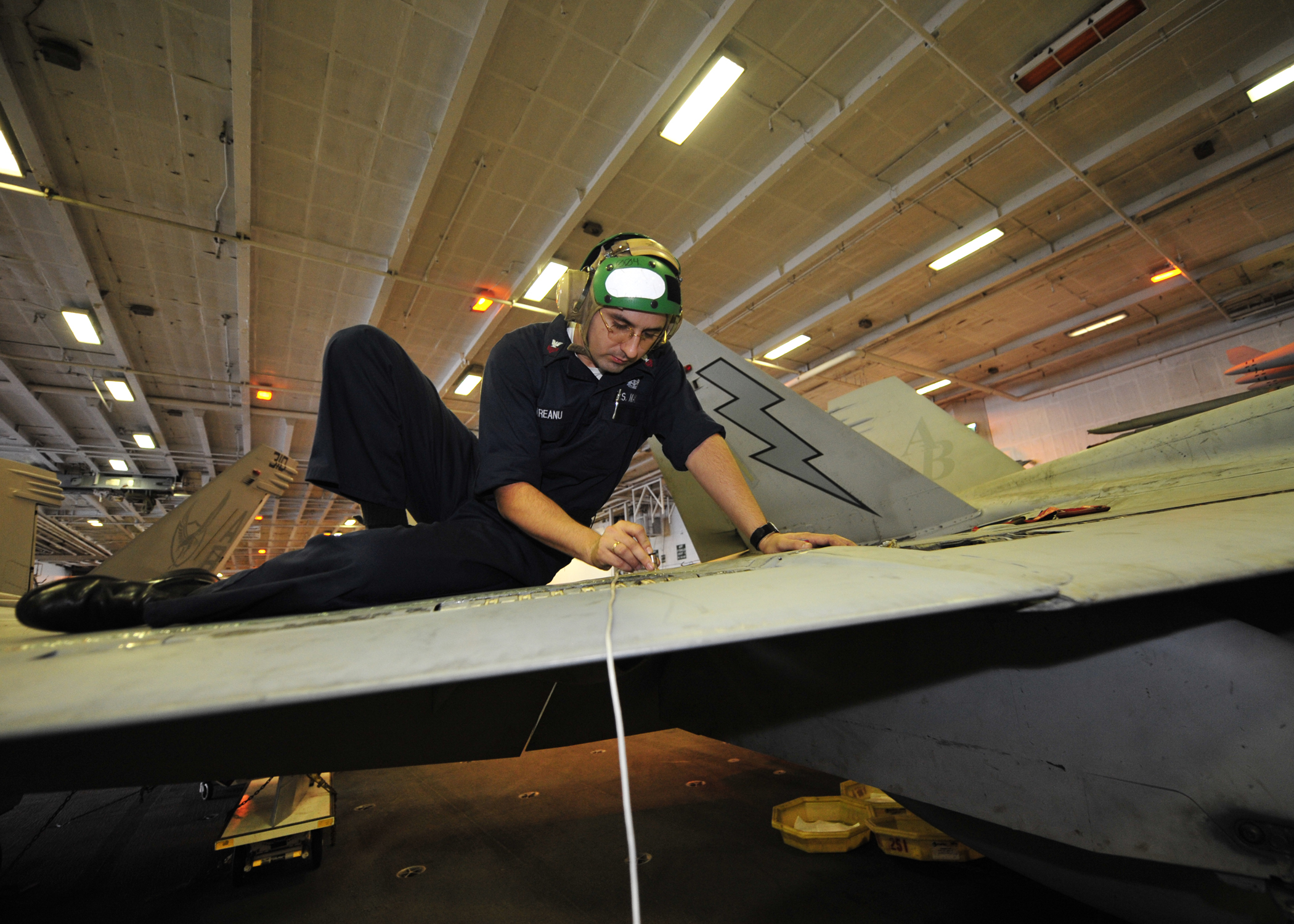
Un mecànic estructural inspeccionant el caire d'atac de l'ala d'un F/A-18C Hornet.

El caire d'atac és una línia que connecta els punts més avançats d'un perfil d'ala. Dit d'una altra manera, és la vora frontal de l'ala. Quan un avió es desplaça cap endavant, el caire d'atac és la primera part de l'ala que toca l'aire. En un tailslide, des d'un punt de vista aerodinàmic, el caire de sortida esdevé el caire d'atac i a l'inrevés.
El caire d'atac pot ser equipat amb:
- extensions del caire d'atac,
- slats,
- slots,
- stall strips,
- cuffs,
- generadors de remolins.

En cas que el caire d'atac d'una ala estigui perpendicular a l'aire, l'ala s'anomena recta. Si contacta amb l'aire amb un angle determinat, es tracta d'una ala en fletxa. Algunes ales, com les del General Dynamics F-111, tenen ales mòbils que es coneixen com a ales de geometria variable.
En aeronaus que es desplacen a grans velocitats, com el transbordador espacial, la fricció de l'aire pot provocar un escalfament espectacular del caire d'atac. L'accident del transbordador espacial Columbia (1 de febrer del 2003) va ser provocat a causa d'aquest tipus d'escalafament.